# Pisidium globulare
Pisidium globulare е вид мида от семейство Sphaeriidae.